# Kategoria (matematyka)
Kategoria – pojęcie wyodrębniające pewne algebraiczne własności rodzin morfizmów między obiektami matematycznymi tego samego typu, np. zbiorów, przestrzeni topologicznych, przestrzeni liniowych, grup itp. Zakłada się, że taka rodzina zawiera odwzorowanie tożsamościowe i jest zamknięta ze względu na wykonywanie superpozycji (iloczynu) odwzorowań. Teoria kategorii jest działem matematyki zapoczątkowanym w 1945 przez Eilenberga i Mac Lane’a 

## Definicja
Formalnie każda kategoria {\displaystyle {\mathfrak {K}}} składa się z dwóch klas:
- klasy {\displaystyle Ob{\mathfrak {K}},} której elementy nazywamy obiektami kategorii {\displaystyle {\mathfrak {K}},}
- klasy {\displaystyle Mor{\mathfrak {K}},} której elementy nazywamy morfizmami (lub strzałkami) kategorii {\displaystyle {\mathfrak {K}},} przy czym spełnione mają być następujące warunki:
  - każdej parze uporządkowanej {\displaystyle \langle A,B\rangle } dwóch obiektów {\displaystyle A,B} przyporządkowana jest klasa {\displaystyle Mor(A,B)} morfizmów z {\displaystyle A} do {\displaystyle B,} oznaczana też czasem {\displaystyle H_{\mathfrak {K}}(A,B),} {\displaystyle \mathrm {Hom} (A,B)} lub {\displaystyle {\mathfrak {K}}(A,B).} Jeżeli {\displaystyle f\in Mor(A,B),} to obiekt {\displaystyle A} nazywamy początkiem lub dziedziną morfizmu {\displaystyle f,} a {\displaystyle B} – jego końcem lub kodziedziną; zamiast {\displaystyle f\in Mor(A,B)} pisze się też {\displaystyle f\colon A\to B,}
  - każdy morfizm {\displaystyle f} należy do tylko jednej klasy {\displaystyle Mor(A,B),}
  - w klasie {\displaystyle Mor{\mathfrak {K}}} określone jest częściowe prawo mnożenia: iloczyn morfizmów {\displaystyle f\colon A\to B,} {\displaystyle g\colon C\to D} jest określony wtedy i tylko wtedy, gdy {\displaystyle B=C;} gdy warunek ten jest spełniony, iloczyn do zbioru {\displaystyle Mor(A,D).} Nazywamy go złożeniem morfizmów {\displaystyle f} i {\displaystyle g} oraz oznaczamy {\displaystyle g\circ f} lub {\displaystyle gf.}
  - złożenie morfizmów jest łączne: jeżeli {\displaystyle f\colon A\to B,} {\displaystyle g\colon B\to C} oraz {\displaystyle h\colon C\to D,} to wówczas {\displaystyle h\circ (g\circ f)=(h\circ g)\circ f,}
  - do każdego {\displaystyle Mor(A,A)} należy taki morfizm {\displaystyle \mathrm {id} _{A},} że dla dowolnych morfizmów {\displaystyle f\colon X\to A} i {\displaystyle g\colon A\to Y} mamy {\displaystyle f=id_{A}\circ f} oraz {\displaystyle g=g\circ id_{A}.} Morfizmy {\displaystyle \mathrm {id} _{A}} nazywa się morfizmami identycznościowymi, morfizmami tożsamościowymi lub jednościami.

Z aksjomatów tych wynika, że dla każdego obiektu istnieje dokładnie jeden morfizm identycznościowy.
Jeżeli {\displaystyle f\in \operatorname {Mor} (A,B),} to piszemy {\displaystyle A=\operatorname {dom} (f)} i {\displaystyle B=\operatorname {cod} (f).}
Jeżeli rozpatrywane klasy obiektów i klasy morfizmów są zbiorami, to wówczas kategorię nazywamy małą. Istnieje wiele ważnych kategorii które nie są małe.
Jeżeli dla każdych obiektów {\displaystyle A,B} klasa {\displaystyle \operatorname {Mor} (A,B)} jest zbiorem, to wówczas kategorię nazywamy lokalnie małą.

## Przykłady
Każda kategoria jest określana przez jej obiekty, morfizmy i regułę składania morfizmów.
- Kategoria Set wszystkich zbiorów wraz z funkcjami pomiędzy nimi (w niektórych źródłach oznaczana jako Ens, od francuskiego ensemble). Jej obiektami są zbiory, a morfizmami są odwzorowania ze zbioru w zbiór. {\displaystyle Hom_{Set}(A,B)} jest zbiorem odwzorowań zbioru {\displaystyle A} w zbiór {\displaystyle B.} Złożeniem morfizmów jest złożenie odwzorowań.
- Kategoria Gr (niekiedy Grp), której obiektami są grupy, a morfizmami homomorfizmy. {\displaystyle Hom_{Gr}(A,B)} jest zbiorem homomorfizmów grupy {\displaystyle A} w grupę {\displaystyle B.} Złożeniem morfizmów jest złożenie homomorfizmów.
- Kategoria Ab, której obiektami są grupy abelowe, a morfizmy są ich homomorfizmami. {\displaystyle Hom_{Ab}(A,B)} jest zbiorem homomorfizmów grupy {\displaystyle A} w grupę {\displaystyle B.} Złożeniem morfizmów jest złożenie homomorfizmów.
- Kategoria VectK, której obiektami są przestrzenie wektorowe nad ciałem {\displaystyle K,} a morfizmy są odwzorowaniami {\displaystyle K}-liniowymi. {\displaystyle Hom_{Vect_{K}}(A,B)} jest zbiorem odwzorowań liniowych przestrzeni {\displaystyle A} w przestrzeń {\displaystyle B.} Złożeniem morfizmów jest złożenie odwzorowań liniowych.
- Kategoria Metr, której obiektami są przestrzenie metryczne, a morfizmami – odwzorowania nierozszerzające. {\displaystyle Hom_{Metr}(A,B)} jest zbiorem odwzorowań nierozszerzających przestrzeni {\displaystyle A} w przestrzeń {\displaystyle B.} Złożeniem morfizmów jest złożenie odwzorowań nierozszerzających.
- Kategoria Top, której obiektami są przestrzenie topologiczne, a morfizmami są przekształcenia ciągłe. {\displaystyle Hom_{Top}(A,B)} jest zbiorem przekształceń ciągłych przestrzeni {\displaystyle A} w przestrzeń {\displaystyle B.} Złożeniem morfizmów jest złożenie przekształceń.
- Kategoria Cat małych kategorii wraz ze wszystkimi funktorami.
- Kategoria Rel Ens relacji dwuargumentowych (binarnych) na zbiorach; klasa obiektów tej kategorii pokrywa się z klasą ObEns, a morfizmami ze zbioru {\displaystyle A} w zbiór {\displaystyle B} są wszystkie relacje dwuargumentowe między tymi zbiorami, tzn. podzbiory zbioru {\displaystyle A\times B;} złożenie morfizmów jest składaniem relacji.
- Ważnym przykładem kategorii, który jednocześnie pokazuje, że morfizmami nie zawsze muszą być przekształcenia, jest poset. Obiektom kategorii odpowiadają tu elementy posetu. Ponadto dla każdych dwóch obiektów (tj. elementów danego posetu) {\displaystyle x,\ y} istnieje morfizm z {\displaystyle x} do {\displaystyle y} wtedy i tylko wtedy, gdy {\displaystyle x\leqslant y.} Łatwo można sprawdzić, że ze zwrotności relacji częściowego porządku wynika istnienie morfizmu identycznościowego dla każdego obiektu {\displaystyle x,} a z przechodniości wynika możliwość składania morfizmów.
- Każdy monoid można traktować jako kategorię z dokładnie jednym obiektem, przy czym morfizmy odpowiadają elementom monoidu.

Do każdej kategorii {\displaystyle {\mathfrak {K}}} można utworzyć jej kategorię dualną {\displaystyle {\mathfrak {K}}^{\mathrm {op} }.}

## Literatura dodatkowa
Polskojęzyczna
- Andrzej Białynicki-Birula: Zarys algebry. Warszawa: Państwowe Wydawnictwo Naukowe, 1987, seria: Biblioteka Matematyczna. Tom 63. ISBN 83-01-06260-6. Brak numerów stron w książce
- Zbigniew Semadeni, Antoni Wiweger: Wstęp do teorii kategorii i funktorów. Wyd. 2. Warszawa: Państwowe Wydawnictwo Naukowe, 1978, seria: Biblioteka Matematyczna. Tom 45. Brak numerów stron w książce

Obcojęzyczna
- Saunders Mac Lane: Categories for the working mathematician. Berlin Heidelberg New York: Springer Verlag, 1971. ISBN 3-540-90036-5. Brak numerów stron w książce
- Математическая энциклопедия. Виноградов И.М. (red.). T. 2. Москва: Советская энциклопедия, 1979. Brak numerów stron w książce